# 白ハゲ
白ハゲ（しろハゲ）は、SNSに投稿される漫画で、匿名の人物を表現する際に用いられるキャラクターの総称。白ハゲが登場する漫画は「白ハゲ漫画」と呼ばれ、緩やかなジャンルを形成している。

## 概要

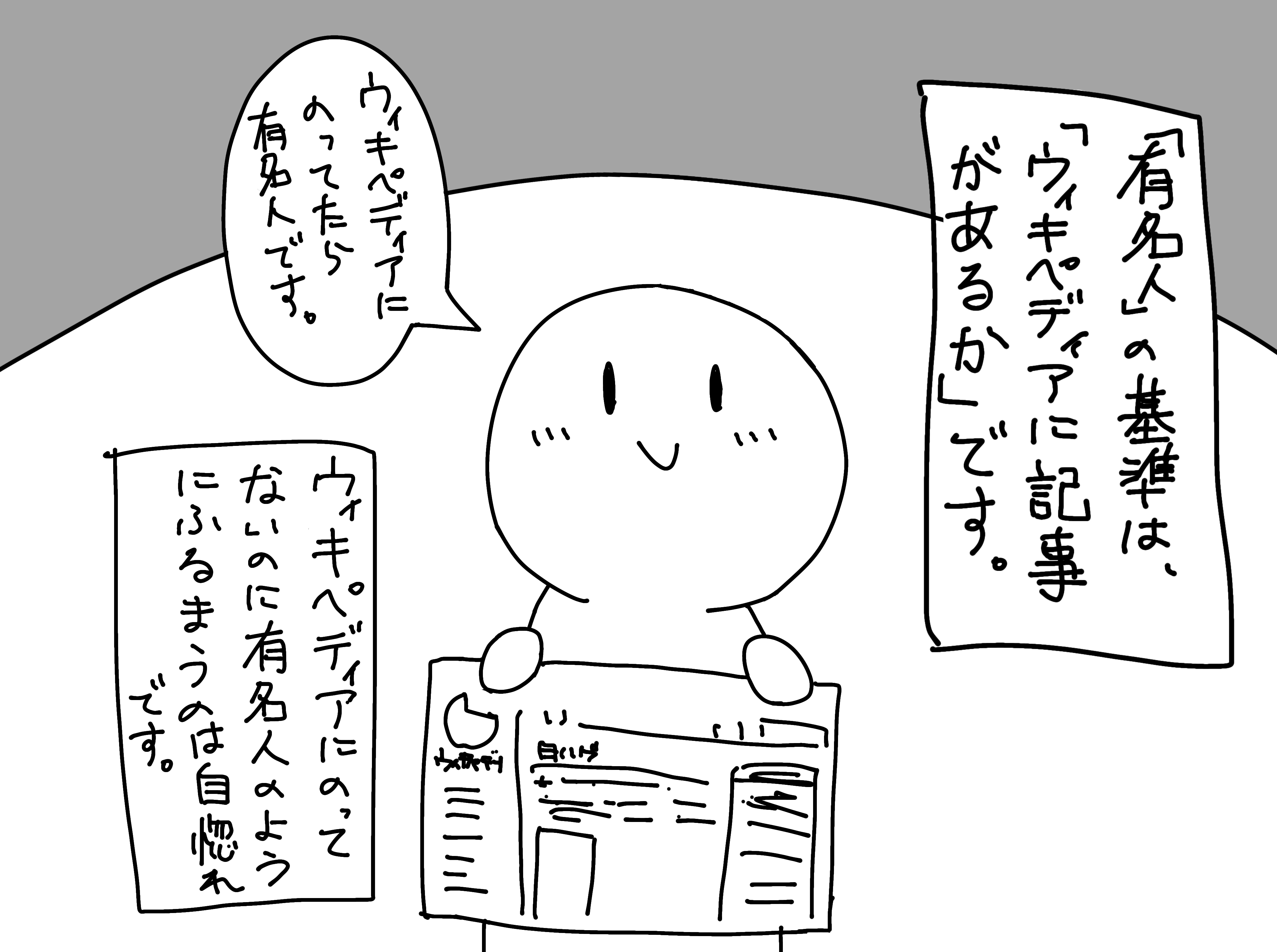
「白ハゲ」と白ハゲを用いた漫画表現の例

髪の毛がなく、色が塗られていない真っ白な見た目から「白ハゲ」と俗称されるようになった。登場人物よりも起こった出来事を主題とする際や、自分の意見を代弁させる用途に用いられる。反感を集めやすい主張を自分の代わりに「白ハゲ」に語らせるという使われ方も多いことから、「白ハゲ漫画」を煙たがる声もある。